# Temporada 2018 del Campeonato de España de F4
La temporada 2018 del Campeonato de España de Fórmula 4 fue la tercera edición de este campeonato. El campeonato da inicio el 19 de mayo en Alcañiz y finaliza el 4 de noviembre en el Circuito de Navarra tras 6 rondas. Tras una mala gestión, Koiranen GP abandona la organización del campeonato, quedando en manos de la RFEDA durante la temporada.

## Novedades en el campeonato
- Se introduce el Trofeo Panta al mejor rookie.
- Se introduce el Trofeo Galfer al piloto con más vueltas rápidas.
- En el campeonato de escuderías solo puntúa la mejor posición en carrera de cada escudería, en lugar de las dos mejores como hasta ahora.
- Vuelve el sistema de retención de puntuación, se eliminan los dos peores resultados de cada piloto independientemente de las rondas disputadas.

## Escuderías y pilotos
| Escudería                     | N.º | Piloto                     | Rondas |
| ----------------------------- | --- | -------------------------- | ------ |
| Fórmula de Campeones Praga F4 | 9   | Petr Ptacek (R)            | 1-3    |
| Fórmula de Campeones Praga F4 | 10  | Kilian Meyer (R)           | 4-6    |
| Fórmula de Campeones Praga F4 | 26  | Rafael Villanueva, jr. (R) | 5-6    |
| Drivex School                 | 8   | Javier González            | 2-6    |
| Drivex School                 | 17  | Nazim Azman                | 1      |
| Drivex School                 | 21  | Rui Andrade (R)            | 2-6    |
| Drivex School                 | 26  | Rafael Villanueva, jr. (R) | 1-4    |
| Drivex School                 | 30  | Filip Kaminiarz (R)        | 2-6    |
| Drivex School                 | 43  | Franco Colapinto (R)       | 6      |
| MP Motorsport                 | 12  | Patrick Schott (R)         | Todas  |
| MP Motorsport                 | 17  | Nazim Azman                | 2-6    |
| MP Motorsport                 | 52  | Laslo Toth (R)             | 2-6    |
| MP Motorsport                 | 64  | Isac Blomqvist (R)         | 1      |
| MP Motorsport                 | 888 | Amaury Cordeel (R)         | Todas  |
| FA Racing                     | 18  | Guillem Pujeu              | Todas  |
| NMRT Global Racing Service    | 72  | Xavier Lloveras            | 6      |

## Calendario
Un calendario provisional fue anunciado en el 23 de noviembre de 2017 en el que vuelven a repetirse las ubicaciones de la primera temporada del campeonato, cayéndose del mismo el Circuito de Nogaro. Un nuevo calendario fue anunciado el 23 de enero donde se adelanta unas semanas la ronda de Jerez y se pone en duda la ronda de Barcelona. El 13 de marzo se anunció un nuevo calendario con la eliminación de las rondas del Autódromo do Estoril y del Circuito de Barcelona-Catalunya. Tras la cancelación de la ronda del Jarama, ésta se reemplaza por una ronda en Portugal. Durante el parón veraniego, una de las dos rondas de Navarra se sustituyó por una en Barcelona.
| Ronda | Ronda | Circuito                           | Fecha            | Acompaña a             |
| ----- | ----- | ---------------------------------- | ---------------- | ---------------------- |
| 1     | C1    | MotorLand Aragón                   | 19 de mayo       | CER-GT                 |
| 1     | C2    | MotorLand Aragón                   | 20 de mayo       | CER-GT                 |
| 1     | C3    | MotorLand Aragón                   | 20 de mayo       | CER-GT                 |
| †     | C1    | Circuito del Jarama                | 2 de junio       | Jarama Classic Porsche |
| †     | C2    | Circuito del Jarama                | 3 de junio       | Jarama Classic Porsche |
| †     | C3    | Circuito del Jarama                | 3 de junio       | Jarama Classic Porsche |
| 2     | C1    | Circuito Ricardo Tormo             | 23 de junio      | Clio Cup España        |
| 2     | C2    | Circuito Ricardo Tormo             | 24 de junio      | Clio Cup España        |
| 2     | C3    | Circuito Ricardo Tormo             | 24 de junio      | Clio Cup España        |
| 3     | C1    | Autódromo Internacional do Algarve | 6 de julio       | 24H Endurance Series   |
| 3     | C2    | Autódromo Internacional do Algarve | 7 de julio       | 24H Endurance Series   |
| 3     | C3    | Autódromo Internacional do Algarve | 7 de julio       | 24H Endurance Series   |
| 4     | C1    | Circuito de Cataluña-Barcelona     | 7 de septiembre  | 24H Endurance Series   |
| 4     | C2    | Circuito de Cataluña-Barcelona     | 8 de septiembre  | 24H Endurance Series   |
| 5     | C1    | Circuito de Jerez                  | 22 de septiembre | La Leyenda             |
| 5     | C2    | Circuito de Jerez                  | 23 de septiembre | La Leyenda             |
| 5     | C3    | Circuito de Jerez                  | 23 de septiembre | La Leyenda             |
| 6     | C1    | Circuito de Navarra                | 3 de noviembre   |                        |
| 6     | C2    | Circuito de Navarra                | 3 de noviembre   |                        |
| 6     | C3    | Circuito de Navarra                | 4 de noviembre   |                        |
| 6     | C4    | Circuito de Navarra                | 4 de noviembre   |                        |

† Ronda cancelada por falta de inscritos

## Resultados
- Sistema de puntuación:

| Carrera        | 1º | 2º | 3º | 4º | 5º | 6º | 7º | 8º | 9º | 10º |
| Carreras 1 y 3 | 25 | 18 | 15 | 12 | 10 | 8  | 6  | 4  | 2  | 1   |
| Carrera 2      | 15 | 12 | 10 | 8  | 6  | 4  | 2  | 1  |    |     |

### Campeonato de pilotos
| Pos. | Piloto                    | ARA | ARA | ARA | CRT | CRT | CRT | POR | POR | POR | CAT | CAT | JER | JER | JER | NAV | NAV | NAV | NAV | Retención | Puntos |
| ---- | ------------------------- | --- | --- | --- | --- | --- | --- | --- | --- | --- | --- | --- | --- | --- | --- | --- | --- | --- | --- | --------- | ------ |
| 1    | Amaury Cordeel (R)        | DSQ | 3   | 6   | 3   | 11† | 3   | 1   | 2   | 3   | C   | 2   | 2   | 2   | 1   | 2   | 1   | 11  | 7   |           | 208    |
| 2    | Guillem Pujeu             | 1   | 1   | 1   | 6   | 4   | Ret | 4   | Ret | 4   | C   | Ret | 1   | 1   | 2   | 1   | 4   | Ret | 6   |           | 200    |
| 3    | Javier González           |     |     |     | 1   | 1   | 2   | 5   | 1   | 1   | C   | 1   | 4   | Ret | 7   | 4   | 3   | 1   | 5   | (204 - 8) | 196    |
| 4    | Nazim Azman               | 3   | 4   | 3   | 2   | 3   | 4   | 3   | 4   | 2   | C   | 3   | 6   | 10  | 5   | 8   | 6   | 3   | 4   | (183 - 4) | 179    |
| 5    | Patrick Schott (R)        | 4   | 7   | 4   | 4   | 9   | 5   | 6   | 5   | Ret | C   | 7   | 5   | 3   | 6   | 3   | 11  | 9   | 3   |           | 123    |
| 6    | Rafael Villanueva Jr. (R) | 5   | 6   | 5   | 8   | 5   | 6   | 7   | 7   | 5   | C   | 9   | 9   | 6   | 4   | 11  | 7   | 6   | 8   | (91 - 1)  | 90     |
| 7    | Petr Ptáček (R)           | 6   | 5   | 7   | Ret | 2   | 1   | 2   | 3   | Ret |     |     |     |     |     |     |     |     |     | (85 - 6)  | 79     |
| 8    | Kilian Meyer (R)          |     |     |     |     |     |     |     |     |     | C   | 4   | 3   | 4   | 3   | 7   | 10  | 4   | 11  | (68 - 4)  | 62     |
| 9    | Lázsló Tóth (R)           |     |     |     | 5   | 6   | 7   | 8   | 6   | 7   | C   | 8   | 10  | 9   | 8   | 12  | 9   | 8   | 12  |           | 47     |
| 10   | Rui Andrade (R)           |     |     |     | 9   | 8   | 9   | 10  | 8   | 6   | C   | 5   | 8   | 8   | 9   | 13  | 8   | 5   | 10  |           | 43     |
| 11   | Benjamín Roald Goethe (R) | Ret | 8   | Ret | 7   | 10  | 8   | 11  | Ret | Ret | C   | 6   | 7   | 5   | 11  | 9   | Ret | 7   | 9   |           | 39     |
| 12   | Franco Colapinto (R)      |     |     |     |     |     |     |     |     |     |     |     |     |     |     | 5   | 5   | 2   | 1   | (49 - 16) | 33     |
| 13   | Xavier Lloveras           |     |     |     |     |     |     |     |     |     |     |     |     |     |     | 6   | 2   | Ret | 2   | (32 - 12) | 20     |
| 14   | Isac Blomqvist (R)        | 2   | 2   | 2   |     |     |     |     |     |     |     |     |     |     |     |     |     |     |     | (48 - 30) | 18     |
| 15   | Filip Kaminiarz (R)       |     |     |     | 10  | 7   | Ret | 9   | Ret | 8   | C   | Ret | Ret | 7   | 10  | 10  | Ret | 10  | 13  |           | 14     |
| Pos. | Piloto                    | ARA | ARA | ARA | CRT | CRT | CRT | POR | POR | POR | CAT | CAT | JER | JER | JER | NAV | NAV | NAV | NAV | Retención | Puntos |

| Color     | Resultado                                                               |
| --------- | ----------------------------------------------------------------------- |
| Oro       | Ganador                                                                 |
| Plata     | 2.ª plaza                                                               |
| Bronce    | 3.ª plaza                                                               |
| Verde     | Finalizó en los puntos                                                  |
| Azul      | Finalizó sin puntos                                                     |
| Azul      | NC - No clasificado                                                     |
| Violeta   | Ret - No terminó (Carrera)                                              |
| Rojo      | DNQ - No se clasificó                                                   |
| Negro     | DSQ - Descalificado                                                     |
| Blanco    | DNS - No empezó (carrera)                                               |
| Blanco    | WD - Retirado (fin de semana)                                           |
| Blanco    | C - Carrera cancelada                                                   |
| Sin color | DNP - Inscrito pero no participó                                        |
| Sin color | INJ - Lesionado                                                         |
| Sin color | EX - Excluido                                                           |
| Estado    | Resultado                                                               |
| Negrita   | Pole position                                                           |
| Cursiva   | Vuelta rápida                                                           |
| †         | Abandona, pero clasifica al completar el porcentaje requerido para ello |

- C: la carrera 1 del Circuito de Barcelona-Cataluña se canceló debido a las condiciones meteorológicas.

### Campeonato de equipos
| Pos | Piloto                        | ARA | ARA | ARA | CRT | CRT | CRT | POR | POR | POR | CAT | CAT | JER | JER | JER | NAV | NAV | NAV | NAV | Pts |
| --- | ----------------------------- | --- | --- | --- | --- | --- | --- | --- | --- | --- | --- | --- | --- | --- | --- | --- | --- | --- | --- | --- |
| 1   | MP Motorsport                 | 2   | 2   | 2   | 2   | 3   | 3   | 1   | 2   | 2   | C   | 2   | 2   | 2   | 1   | 2   | 1   | 3   | 3   | 277 |
| 2   | Drivex School                 | 3   | 4   | 3   | 1   | 1   | 2   | 5   | 1   | 1   | C   | 1   | 4   | 5   | 7   | 4   | 3   | 1   | 1   | 257 |
| 3   | FA Racing                     | 1   | 1   | 1   | 6   | 4   | Ret | 4   | Ret | 4   | C   | Ret | 1   | 1   | 2   | 1   | 4   | Ret | 6   | 200 |
| 4   | Fórmula de Campeones Praga F4 | 6   | 5   | 7   | Ret | 2   | 1   | 2   | 3   | Ret | C   | 4   | 3   | 4   | 3   | 7   | 7   | 4   | 8   | 151 |
| 5   | NMRT Global Racing Service    |     |     |     |     |     |     |     |     |     |     |     |     |     |     | 6   | 2   | Ret | 2   | 32  |

### Trofeo Galfer
| Pos | Piloto          | Puntos |
| --- | --------------- | ------ |
| 1   | Amaury Cordeel  | 9      |
| 2   | Guillem Pujeu   | 5      |
| 3   | Isaac Blomqvist | 1      |
| 3   | Petr Ptacek     | 1      |
| 3   | Xavier Lloveras | 1      |